# أنا ومارلبورو
فيلم أنا ومارلبورو Me and Marlborough هو فيلم كوميدي بريطاني صدر عام 1935، أخرجه فيكتور سافيل، وبطولة سيسيلي كورتنيج، توم وولز، باري ماكاي، بيتر جاوثورن، هنري أوسكار وسيسيل باركر. 